# Brachytremelloides
Brachytremelloides es un género de ácaros perteneciente a la familia Diarthrophallidae.

## Especies
- Brachytremelloides Womersley, 1961
  - Brachytremelloides brevipoda Schuster & Summers, 1978
  - Brachytremelloides mastigophora Schuster & Summers, 1978
  - Brachytremelloides minuta Schuster & Summers, 1978
  - Brachytremelloides striata Womersley, 1961